# Rob Schremp
Robert B. Schremp noto anche come Rob o Robbie (Fulton, 1º luglio 1986) è un ex hockeista su ghiaccio statunitense, di ruolo centro.

## Carriera
Scelto dagli Edmonton Oilers al primo giro nel draft 2004, disputò coi canadesi solo sette incontri in NHL in tre anni, poiché venne girato ai farm team in American Hockey League. Maggior fortuna ebbe nel suo anno e mezzo coi New York Islanders (89 presenze) e nei pochi mesi giocati con gli Atlanta Thrashers (18 presenze).
A partire dal 2011 la sua carriera si è svolta perlopiù in Europa, dove ha giocato in alcuni dei maggiori campionati continentali: Kontinental Hockey League (Dinamo Riga), Svenska hockeyligan (Modo Hockey e Skellefteå AIK), Lega Nazionale A (EV Zug e Langnau Tigers), Deutsche Eishockey-Liga (Nürnberg Ice Tigers), EBEL (EC Red Bull Salisburgo) e Extraliga bielorussa (Liepājas Metalurgs).
Ha annunciato il proprio ritiro il 13 novembre 2018.

## Palmarès

### Giovanili
- Memorial Cup: 1

London Knights: 2004-2005
- Ontario Hockey League: 1

London Knights: 2004-2005

#### Individuali
- Emms Family Award: 1

2002-2003
- Eddie Powers Trophy: 1

2005-2006

### Club

#### Individuali
- AHL All-Star Game: 2

2007-2008, 2015-2016